# 김현준 (농구인)
김현준(金賢俊, 1960년 6월 3일~1999년 10월 2일)은 대한민국의 전 농구 선수 및 농구 지도자이다. 신장 182cm의 슈터로 포지션은 슈팅 가드였으며, 높은 슛 적중률을 보유하고 있어 소속팀 이미지와 연관되어 '전자슈터'라는 별명으로 불렸다.
금성초등학교 5학년 때 처음 농구공을 잡았으며, 이후 광신상업고등학교와 연세대학교를 졸업한 뒤 1983년 삼성전자 실업농구단에 입단하였다. 그 뒤 1980년대 라이벌팀인 고려대학교, 현대전자 실업농구단의 이충희와 함께 대한민국 농구를 대표하는 양대 슈터로 이름을 날리며 팀의 2회 우승에 기여했으며, 특히 1988년 농구대잔치 당시에는 대회 MVP를 수상하기도 했다. 또한 1995년 은퇴할 때까지 13년 동안 통산 6328점과 득점왕 4회라는 위업을 남겼으며, 그의 등번호인 10번은 서울 삼성 썬더스에서 영구 결번으로 지정하였다.
은퇴 이후 미국 유학을 거쳐 1996년부터 수원 삼성 썬더스에서 코치로 선임된 뒤 감독 대행을 맡는 등 지도자로 활동했으며, 1999년 10월 2일 택시를 타고 출근하던 도중 지하철 정자역 부근 도시고속화도로에서 중앙선을 넘어온 승용차와 정면 충돌하는 교통사고를 당한 뒤 인근의 한 병원으로 이송된 직후 사망했다.
그 뒤 2012년 6월 6일에는 동생 김효준 삼성물산 부장이 페루 현지 수력 발전소 시찰 도중 헬리콥터 사고로 인해 사망하였다.

## 약력
- 1983년: 연세대학교 졸업, 삼성전자 입단
- 1985년: 1984-85년 농구대잔치 우승
- 1988년: 1987-88년 농구대잔치 우승, 최우수선수
- 1989년~1992년: 농구대잔치 득점왕 연속 수상
- 1993년: 농구대잔치 통산 5천 득점 돌파
- 1995년: 농구대잔치 통산 6천 득점 돌파
- 1995년: 현역 은퇴
- 1996년: 삼성 농구단 코치
- 1997년: 수원 삼성 썬더스 감독 대행
- 1998년~1999년: 수원 삼성 썬더스 코치

## 참고 문헌
- 삼성전자의 전설 김현준 - 슛을 즐겼던 ‘영원한 슈터’ 김현준